# 逢妻交流館
豊田市生涯学習センター逢妻交流館（とよたししょうがいがくしゅうセンターあいづまこうりゅうかん）は、愛知県豊田市田町にある生涯学習センター（地区公民館）。豊田市は中学校区に1つの地区公民館（名称は交流館）を設置しており、逢妻交流館は豊田市立逢妻中学校の校区にある。旧称は逢妻公民館。1980年に旧館が開館し、2010年に新館が開館した。

## 歴史

### 旧館

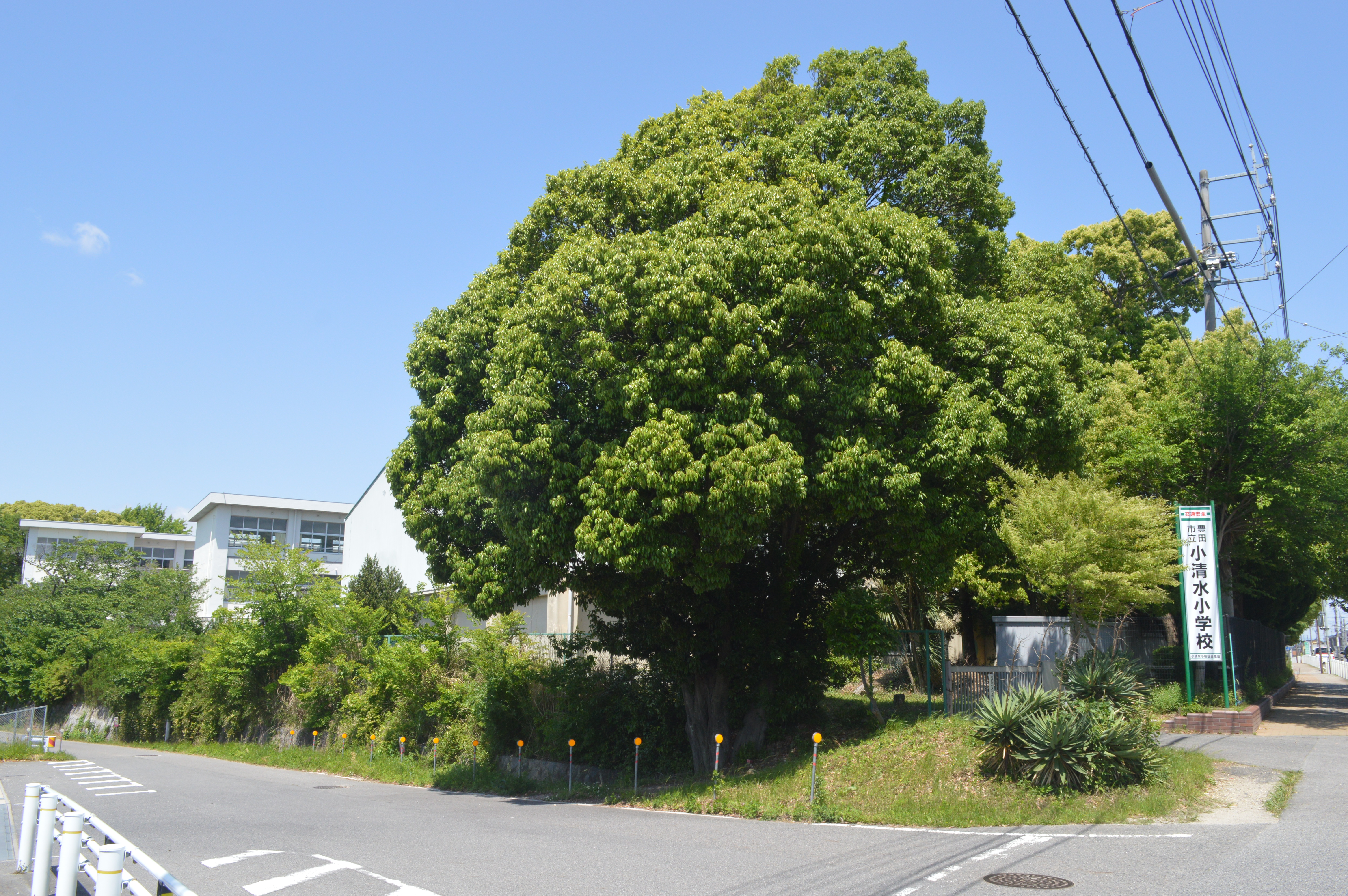
隣接地にある豊田市立小清水小学校

1980年（昭和55年）4月1日、豊田市立逢妻中学校の校区に逢妻公民館が設置された。豊田市は各中学校区に地区公民館を設置しており、2番目に早く開館した地区公民館だった。逢妻公民館は愛知県道284号宮上知立線に面しており、南側の駐車場を挟んで逢妻中学校のプールに隣接している。県道284号を挟んで北側には豊田市立小清水小学校がある。1986年（昭和61年）に増築工事を行った。2002年（平成14年）には豊田市が各公民館の名称を「-公民館」から「-生涯学習センター交流館」に改称しており、逢妻公民館も逢妻交流館に改称された。
現行館の開館後、旧館の建物は2012年（平成24年）11月5日に逢妻ふれあい子ども館として開館した。

### 現行館

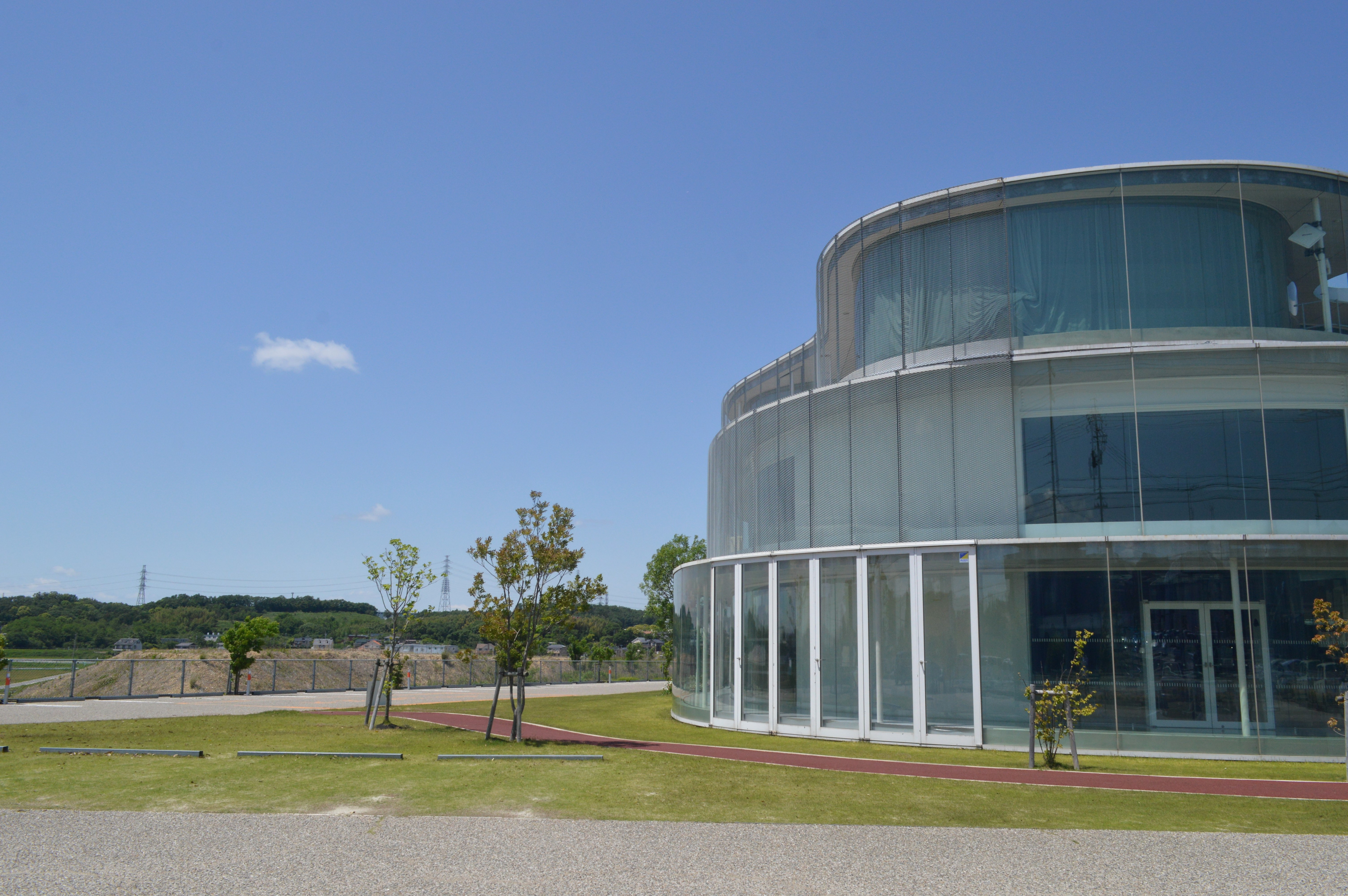
台地の末端部に建つ現行館

豊田市は県道284号を挟んで向かい側の敷地に新館の建設を計画。2003年（平成15年）7月に建設準備委員会を発足させ、設計者選定プロポーザルには70者以上の応募があり、2006年（平成18年）10月には妹島和世建築設計事務所を最優秀に選定。2008年（平成20年）12月に着工して2010年（平成22年）1月に竣工し、2010年3月に開館した。2008年にはリーマンショックで日本の経済が混迷を極めており、2009年度の豊田市の法人税収入は96%減（442億円→16億円）となっている。西部まちづくり協議会は「100年に一度という経済の大激震の中で着工された。建設費は他の交流館並みであるが、運がよかった。もう一年遅かったら多分出来なかったろう」と回想している。
現行館の敷地の北側には水田が広がっており、この水田地帯の中央部を逢妻女川が流れている。妹島和世建築設計事務所による現行館の建物は、全面が曲面ガラスという壁面が特徴である。各階で不整形な平面を持つ床、床を支持するポスト注、水平力に抵抗する耐震壁という3要素からなる。

## 施設
- 1階
  - 多目的ホール（定員200人）
  - 逢妻交流館図書コーナー（2018年度の蔵書数11,271冊）
  - 子育てサロン
  - 事務室
- 2階
  - 大会議室（定員78人）
  - 中会議室（定員42人）
  - 小会議室（定員21人）
- 3階（半屋外）
  - 和室（定員31人）
  - 調理実習室（定員16人）
  - 工芸室（定員16人）

## 利用案内
- アクセス
  - 名鉄豊田市駅または愛知環状鉄道新豊田駅から、名鉄バス新屋経由赤池行きで「宮上町」下車後徒歩15分、または衣ケ原経由赤池行きで「本新町」下車後徒歩15分。
- 開館時間
  - 9時-21時
- 休館日
  - 毎週月曜日、年末年始
- 駐車場台数
  - 100台